# Chloridolum taiwanum
Chloridolum taiwanum är en skalbaggsart som beskrevs av J. Linsley Gressitt 1936. Chloridolum taiwanum ingår i släktet Chloridolum och familjen långhorningar.
Artens utbredningsområde är Taiwan. Inga underarter finns listade i Catalogue of Life.